# Barna lármásmadár
A barna lármásmadár (Corythaixoides concolor) a madarak osztályának turákóalakúak (Musophagiformes) rendjébe, ezen belül a turákófélék (Musophagidae) családjába tartozó faj.

## Rendszerezése
A fajt Andrew Smith skót zoológus írta le 1833-ban, a Corythaix nembe Corythaix concolor néven.

## Alfajai
- Corythaixoides concolor concolor (A. Smith, 1833)
- Corythaixoides concolor bechuanae (Roberts, 1932)
- Corythaixoides concolor molybdophanes (Clancey, 1964)
- Corythaixoides concolor pallidiceps (Neumann, 1899)

## Előfordulása
Afrika déli részén, Angola, Malawi, Mozambik, Namíbia, Zambia, Zimbabwe területén, a Kongói Demokratikus Köztársaság délkeleti részén, Tanzánia délkeleti részén, Botswana és a Dél-afrikai Köztársaság északkeleti részén honos. 
Természetes élőhelyei a szubtrópusi és trópusi síkvidéki esőerdők, lombhullató erdők, szavannák és cserjések, valamint vidéki kertek és városi régiók. Állandó, nem vonuló faj.

## Megjelenése
Testhossza 47–50 centiméter, a hím testtömege 221–299 gramm, a tojóé 202–305 gramm. Tollazata egységesen szürke, csőre fekete, szájnyílása meglepően rózsaszín. Izgalmi állapotában a fején lévő bóbitát felmereszti. A barna lármásmadár nem jó repülő, viszont kiválóan mászik a fák koronájában.
Hangja hangos, kiáltásra hasonlít, nevét is hangjáról kapta.  Hangja a többi madárfajt is figyelmezteti az emberi jelenlétre.
|  |

## Életmódja
Kedveli a gyümölcsöket, vad fügét, bogyókat, virágokat, rügyeket és leveleket, de elfogyasztja a termeszhangyákat és a csigákat is.

## Természetvédelmi helyzete
Az elterjedési területe rendkívül nagy, egyedszáma pedig stabil. A Természetvédelmi Világszövetség Vörös listáján nem fenyegetett fajként szerepel.